# Platysilurus
Platysilurus (Платисілурус) — рід риб родини Пласкоголові соми ряду сомоподібні. Має 3 види. Наукова назва походить від грецьких слів platys, тобто «плаский», та silouros — «сом».

## Опис
Загальна довжина представників цього роду коливається від 20 до 70 см. Голова широка, сплощена зверху. Очі помірно великі, розташовано у задній частині голови. Морда широка, округла. Є 3 пари вусів, з яких 1 пара на верхній щелепі є найдовшою. Тулуб подовжений та кремезний. Спинний плавець скошено назад, є 1 жорсткий промінь. Жировий плавець майже трикутний. Грудні та черевні плавці трохи серпоподібні, останні менші. Анальний плавець подовжений. Хвостовий плавець розрізано, з довгими тонкими лопатями.
Забарвлення сіре з блакитним відтінком, коричнювате, інколи з окремими блідими цятками. Черево білувате.

## Спосіб життя
Це демерсальні риби. Воліють до прісних водойм. Зустрічається в річках з помірною течією. Вдень ховаються серед скель, біля дна. Активні у присмерку. Живляться переважно дрібною рибою, рідше водними безхребетними.

## Розповсюдження
Мешкають у басейнах річок Амазонка, Ориноко і озері Маракайбо.

## Види
- Platysilurus malarmo Schultz, 1944
- Platysilurus mucosus (Vaillant, 1880)
- Platysilurus olallae (Orcés-V., 1977)